# فهم نقدي
الفهم النقدي هو مصطلح يستخدم بشكل شائع في التعليم لتحديد نمط التفكير، يوصف بأنه "أداة أساسية للمشاركة في العمليات الديمقراطية، على أي مستوى." إنه موقف يمكن الدفاع عنه من خلال فحص الأفكار والقضايا أو مصادر. يحقق من خلال التفكير في الأفكار والمواقف المختلفة وتحليلها وتقييمها، ويثبت من خلال القدرة على التعبير عن ردود مستنيرة والتفكير المستقل. يتطور الفهم النقدي من خلال التفكير التحليلي والمستقل ويعتبر عنصرًا متزايد الأهمية في عملية التعليم مع تقدم الطلاب إلى التعليم العالي والتعليم الإضافي. ومع ذلك، فإنه ليس مفهومًا سهلًا للتواصل معه لأنه ليس شيئًا مجهولًا نقوم به؛ يتعلق الأمر بالمشاركة النشطة.